# Lothar Ledderose
Lothar Ledderose (Monaco di Baviera, 12 luglio 1942) è un orientalista e storico dell'arte tedesco.
È professore di Storia dell'arte dell'Asia Orientale presso l'Università di Heidelberg.
Autorità internazionalmente riconosciuta nel suo campo, ha ricevuto, nel 2005, il Premio Balzan per la Storia dell'arte dell'Asia.

## Biografia
Dopo il diploma conseguito presso il prestigioso Apostelgymnasium di Colonia, ha studiato Storia dell'Arte Europea e dell'Asia Orientale, Sinologia e Iamatologia alle università di Colonia, Bonn, Parigi, Taipei e Heidelberg, scrivendo la sua tesi dottorale sulla calligrafia cinese, sulle caratterisctiche dello "stile sigillo" (zhuan shu) della dinastia Qing.
Ha compiuto le sue ricerche di post-dottorato negli Stati Uniti, presso le Università di Princeton e Harvard (1969-1971), lavorando come traduttore al National Palace Museum di Taipei (1971-1972) e come ricercatore all'Istituto Culturale Orientale dell'Università di Tokyo (1973-1975) e presso il Museo di Arte Asiatica Orientale di Berlino (1975-1976), superando poi, nel 1976, l'esame di abilitazione all'Università di Colonia. A partire dal 1984 è membro del Deutsche Archäologische Institut (Istituto Archeologico Tedesco), dal 1986 dell'Accademia Britannica, dell'Accademia delle Scienze di Heidelberg e presidente del ICANAS (Congresso Internazionale per gli Studi Asiatici e Nord-Africani).
In qualità di ricercatore e professore visitatore, ha collaborato con un ampio numero di istituzioni accademiche tra cui il Collegio delle Scienze di Berlino (1983-1984), il Centro Alti Studi sulle Arti Visuali di Washington (1990-1991), l'Università di Cambridge (1992), l'Università del Kansas (1994), di Chicago (1996), di Taiwan (1997), di Kyoto (1997), presso la National Gallery of Art di Washington (1998) e il Getty Research Institute Getty Research Institute di Los Angeles (2000-2001).
Nel 2005 ha vinto il  Premio Balzan per la storia dell'arte dell'Asia.
Il Professor Ledderose ha collaborato con varie riviste accademiche, fra cui la "Arts Asiatiques", Parigi, la "Meishushi yanjiu jikan„, Taipei, il "Bulletin of the Museum of Far Eastern Antiquities", Stoccolma, e la "Scuola di Studi sull'Asia Orientale", Kyoto.